# 香美警察署
香美警察署（かみけいさつしょ）は、高知県警察が管轄していた警察署の一つ。2016年4月1日に南国警察署に統合された。

## 所在地
- 高知県香美市土佐山田町栄町12番2号

## 管轄区域
- 香美市

## 沿革
- 1878年(明治11年)6月5日 - 赤岡警察署山田分署が設置される[1]。
- 1881年(明治14年)1月1日 - 山田警察署に昇格[1]。
- 1886年(明治19年)10月1日 - 後免警察署山田分署に降格[1]。
- 1888年(明治21年)2月27日 - 赤岡警察署山田分署に管轄が変更される[1]。
- 1913年(大正2年)9月1日 - 赤岡警察署山田町巡査部長派出所に降格[1]。
- 1921年(大正10年)7月1日 - 赤岡警察署山田分署に昇格[1]。
- 1926年(大正15年)7月1日 - 山田警察署に昇格[1]。
- 1948年(昭和23年)2月1日 - 国家地方警察高知県本部に移管され、香北地区警察署に改称[1]。
- 1952年(昭和27年)1月1日 - 山田地区警察署に改称[1]。
- 1954年(昭和29年)7月1日 - 高知県警察に移管され、高知県山田警察署に改称[1]。
- 2006年3月1日 - 香美市発足により高知県香美警察署に改称。
- 2016年4月1日 - 南国警察署に統合。

## 組織
- 警務課
- 会計庶務課
- 刑事課
- 生活安全課
- 地域課
- 交通課
- 警備課

(香美警察署ホームページを参考にした。)

## 駐在所
- 香美市
  - 片地駐在所 - 香美市土佐山田町佐古藪216番地1
  - 香北駐在所 - 香美市香北町美良布223番地3
  - 繁藤駐在所 - 香美市土佐山田町繁藤5番地
  - 大栃駐在所 - 香美市物部町大栃1390番地1